# Albert Röhling

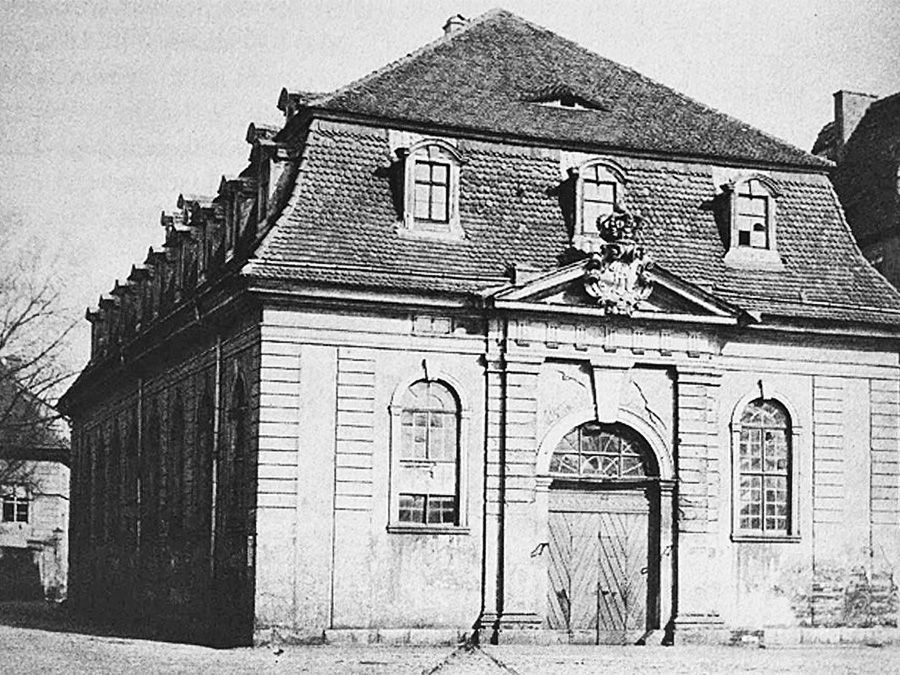
Das Reithaus in Leipzig um 1865

Heinrich Christian Albert Röhling (* 4. September 1807 in Berlin; † 21. Januar 1882 in Leipzig) war an der Universität Leipzig der letzte besoldete Reit- und Stallmeister.

## Leben
Röhling war im Herzogtum Sachsen-Altenburg Stallmeister und Rosshändler. Er wollte 1837 eine eigene Reitbahn in Leipzig errichten, was sich mit seiner Anstellung als Universitätsreitmeister im Dezember 1841 erledigte. Die Universitätsreitbahn befand sich damals allem Anschein nach in einem schlechten Zustand, sodass man sich seitens des Königlich-Sächsischen Ministeriums für Kultus und öffentlichen Unterricht genötigt sah, etwas für die Verbesserung der Reitbahn zu tun. Insgesamt blieb es jedoch bei Besichtigungen und Versprechungen. Röhling schwor seinen Eid auf die Universität. Der ministeriellen Verfügung gemäß war Röhling Oberbereiter an der Leipziger Universität, nicht jedoch Staatsdiener, was schon eine Schlechterstellung bedeutete, außerdem konnte seine Stelle „freistehend halbjährlich“ gekündigt werden. Röhling hatte laut Mietvertrag mindestens 15 Pferde zu unterhalten und für die dazugehörige Ausrüstung zu sorgen. Die Bedeutung des Reitens in Leipzig ging im Laufe der 1840er Jahre zurück, sodass 1848 über die Schließung der Universitätsreitbahn nachgedacht wurde, zumal die Studenten ohnehin eher auf eine Privatreitbahn auswichen. Außerdem hatten 1848 einem Schreiben des Akademischen Senats an den Rat der Stadt Leipzig vom 1. August 1848 zufolge mehr Stadtbürger als Studenten diese genutzt.
Die weitere Entwicklung sah so aus, dass die Reitbahn 1854 zu Ostern gekündigt wurde. Ihm wurde mitgeteilt, dass man ihm weiterhin als Universitäts-Oberbereiter haben wolle auch fernerhin bis auf halbjährliche Kündigung, ihm jedoch kein Lokal verschaffen und kein Gehalt bewilligen könne. Dieses Angebot war für Röhling völlig wertlos.  Mit seinem Weggang, der die Folge war, erlosch die über 130 Jahre bestehende besoldete Stelle eines Universitätsbereiters.
Röhling sah sich in der Folge nach Alternativstandorten um. Weihnachten 1853 war er zu dem Zwecke nach Brusenfelde in Pommern zu seiner Schwester Fanny, die mit dem Rittergutsbesitzer auf Brusenfelde Louis Coste verheiratet war, gereist. Dort lebte er 1854 bis 1856 als Mühlengrundbesitzer. Anschließend betätigte der sich in Wurzen als Pferdehändler, bevor er sich 1863 wieder nach Leipzig begab, wo er 1882 verstarb.
Mit dem Erlöschen der besoldeten Reit- und Stallmeisterstelle endete jedoch nicht der universitäre Reitsport in Leipzig. Das geschah der Aktenüberlieferung zufolge Ende 1926. Das Reithaus, an dem Albert Röhling wirkte, verschwand 1868.